# فرمانت (میزوری)
فرمانت (به انگلیسی: Fremont) یک منطقهٔ مسکونی در ایالات متحده آمریکا است که در میزوری واقع شده‌است. فرمانت  ۱۲۹ نفر جمعیت دارد و ۲۳۴ متر بالاتر از سطح دریا واقع شده‌است.